# Геотермальная активность
Геотермальная активность — различные проявления выделения земного тепла поверхностью планеты в геологически активных районах. Наиболее часто проявляется в вулканических регионах, в некоторых случаях геотермальная активность может быть обусловлена подземными пожарами или крупными месторождениями радиоактивных элементов. Другими источниками внутреннего разогрева могут быть гравитационная дифференциация веществ, приливное трение, метаморфизм или фазовые переходы. Выделение тепла на поверхность происходит либо в виде кондуктивного теплопотока, либо в виде конвективного выноса тепла подземными водами, газами или лавой.
Геотермальная активность наиболее часто проявляется в виде:
- Термы вулканические и фумаролы (последние выделяют вулканические газы с повышенной температурой);
- Горячие источники и гейзеры, геотермальное повышение температуры воды в водоёмах и реках;
- Отсутствие ледостава зимой при отрицательных температурах воздуха, оттаивание водоемов в зимний период при её усилении;
- Участки территорий с повышенной температурой поверхности из-за геотермального подогрева;
- Таяние или подтаивание снега в зимний период на участках земли с геотермальным подогревом;Aприм
- Значительный зимний сток рек при стабильных отрицательных температурах воздуха;
- Развитие таликов и  термокарста в вечной мерзлоте в районах её распространения;Bприм
- Формирование так называемых ледяных котлов[англ.] в ледниках.